# Sbírka vozidel MHD Dopravního podniku Ostrava

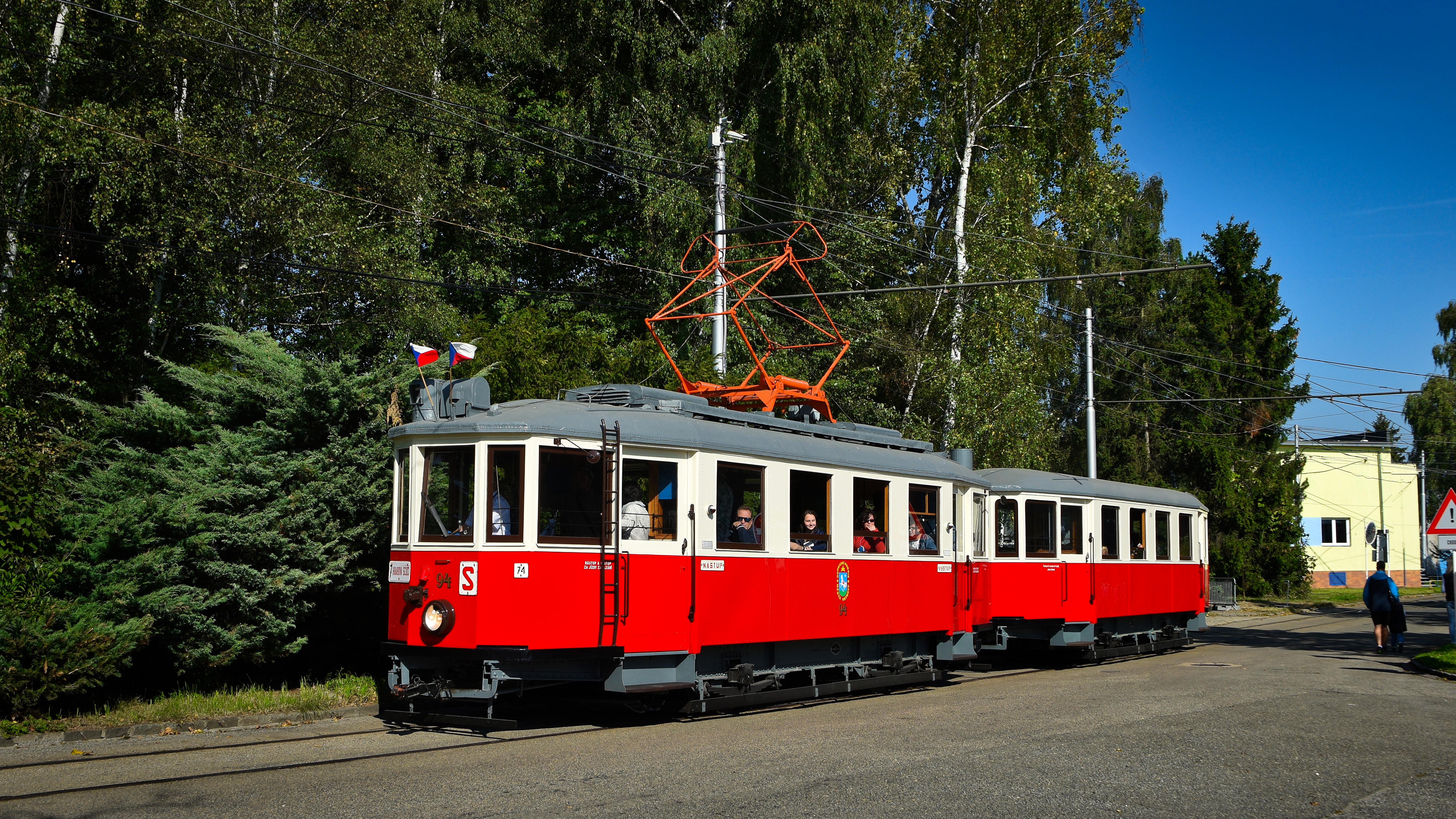
Souprava ostravské historické tramvaje č. 94 s vlečným vozem

Sbírka vozidel MHD Dopravního podniku Ostrava (DPO) je druhou největší podnikovou sbírkou vozidel městské hromadné dopravy v Česku (po sbírce pražské). Hlavní část tvoří zachované ostravské tramvaje, které jsou doplněny některými autobusy, trolejbusy a autobusovými přívěsy. Vozidla jsou umístěna v několika provozovnách DPO a během roku jsou využívána pro nostalgické, prezentační a komerční jízdy po Ostravě.

## Historie sbírky a její umístění
Již v roce 1964 byl vyřazený motorový vůz ev. č. 21 přestavěn na tzv. dětskou tramvaj, jejíž interiér byl upraven pro potřeby dětí, vnější nátěr byl změněn na modrý a která byla pojmenována jako „Barborka“. Počátek sbírky historických vozidel ostravského dopravního podniku je spojen se vznikem Kroužku přátel MHD na konci 70. let 20. století. V roce 1979 Kroužek zachránil a opravil motorový vůz ev. č. 25 z roku 1919, který předtím sedm let sloužil jako služební. Od té doby se sbírka dopravního podniku postupně rozrůstá o další vozidla, na začátku 90. let 20. století byl do ní zařazeny i první trolejbusy a autobusy.
Sbírka vozidel MHD není umístěna na jediném místě, jak je tomu např. v Praze (Muzeum MHD ve vozovně Střešovice). Tramvaje a ostatní kolejová vozidla se nacházejí v Ústředních dílnách Martinov, trolejbusy jsou umístěny v trolejbusové vozovně a autobusy s přívěsem Jelcz PO-1E jsou deponovány v garážích Hranečník (předtím v garážích Fifejdy, které byly v roce 2005 zrušeny). Historické tramvaje v ústředních dílnách si může skupina návštěvníků prohlédnout po předchozí domluvě.

## Vozidla ve sbírce

### Tramvaje a jiná kolejová vozidla

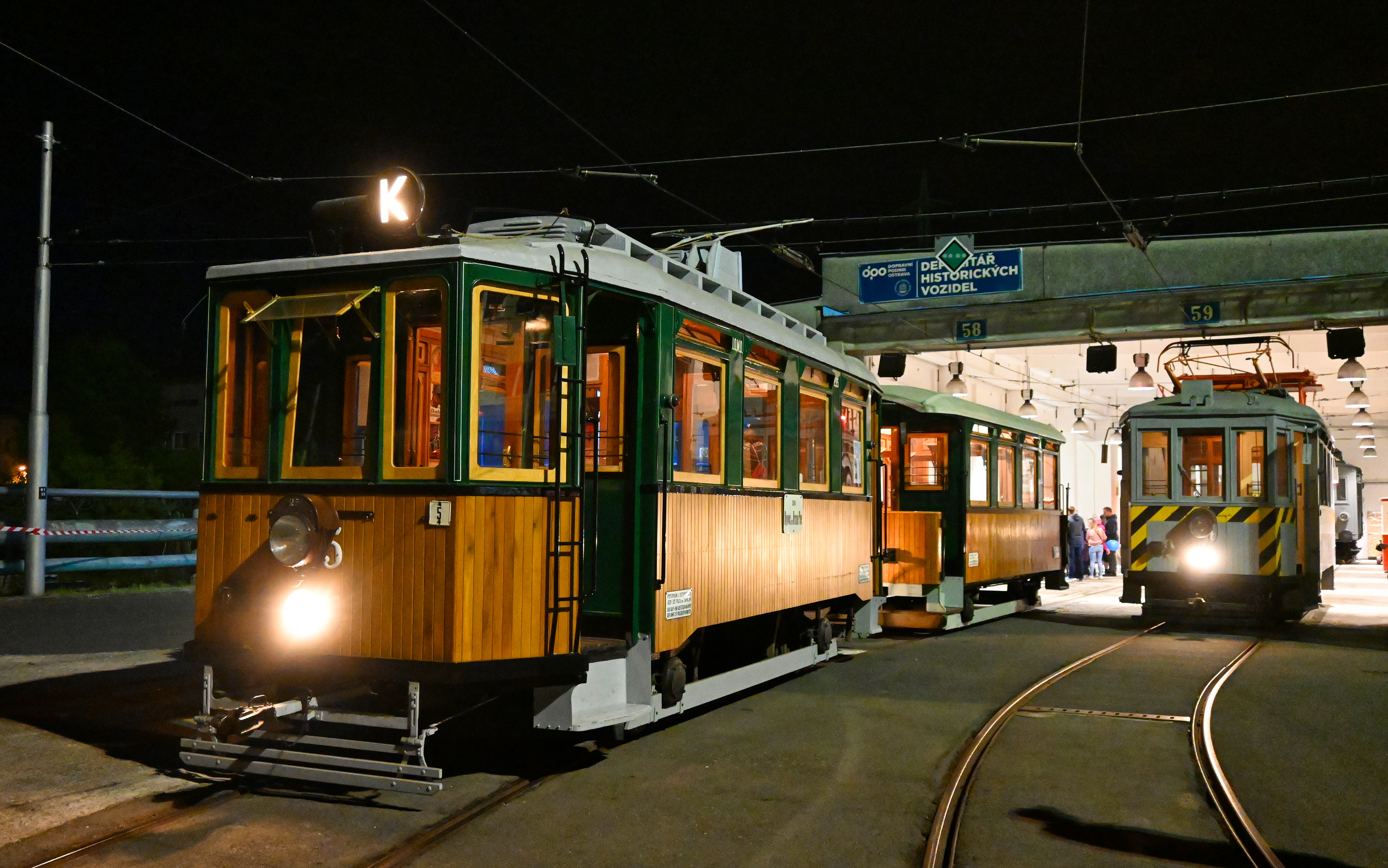
Souprava motorového vozu ev. č. 25 a vlečného vozu ev. č 69

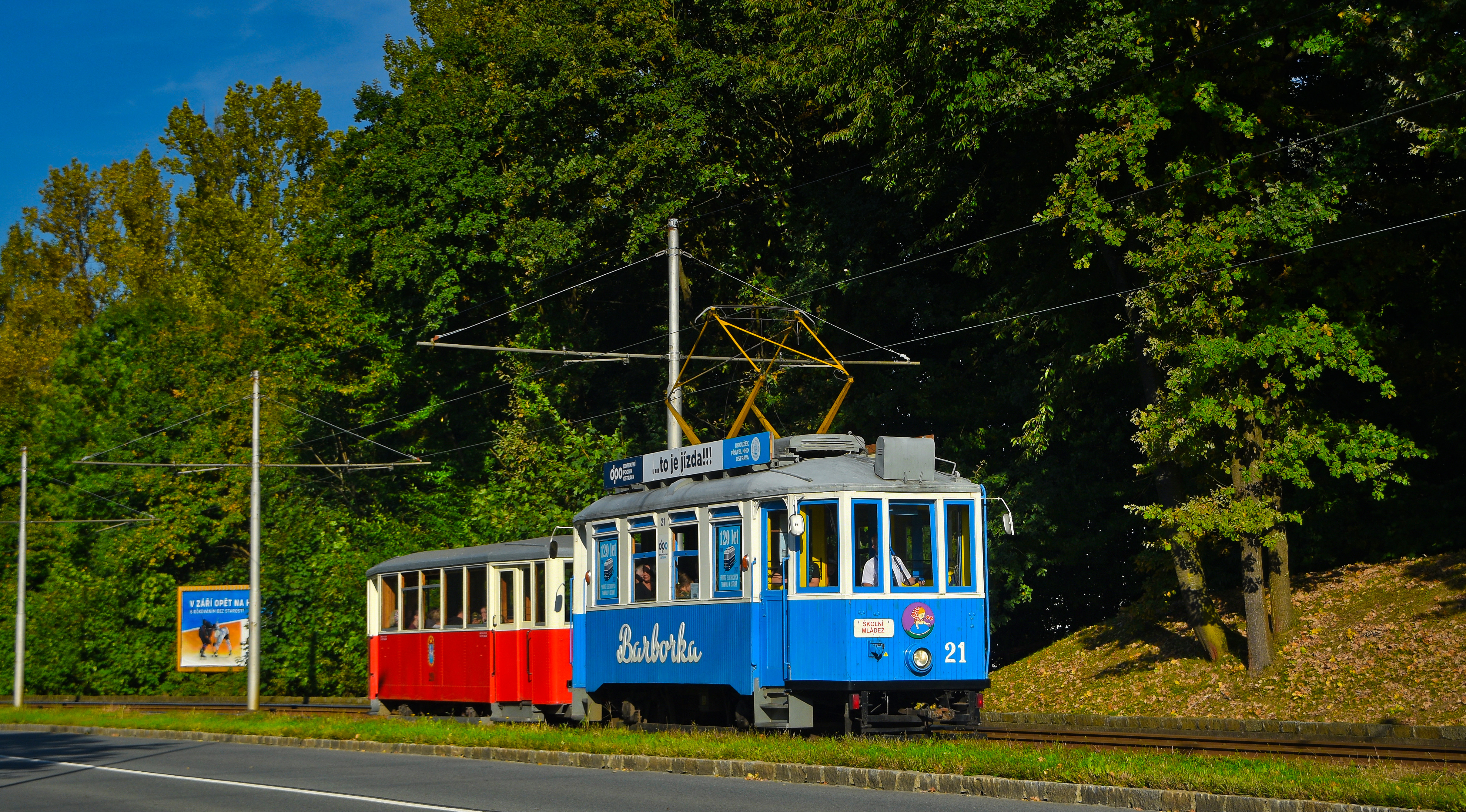
Tramvaj „Barborka“ s vlečňákem

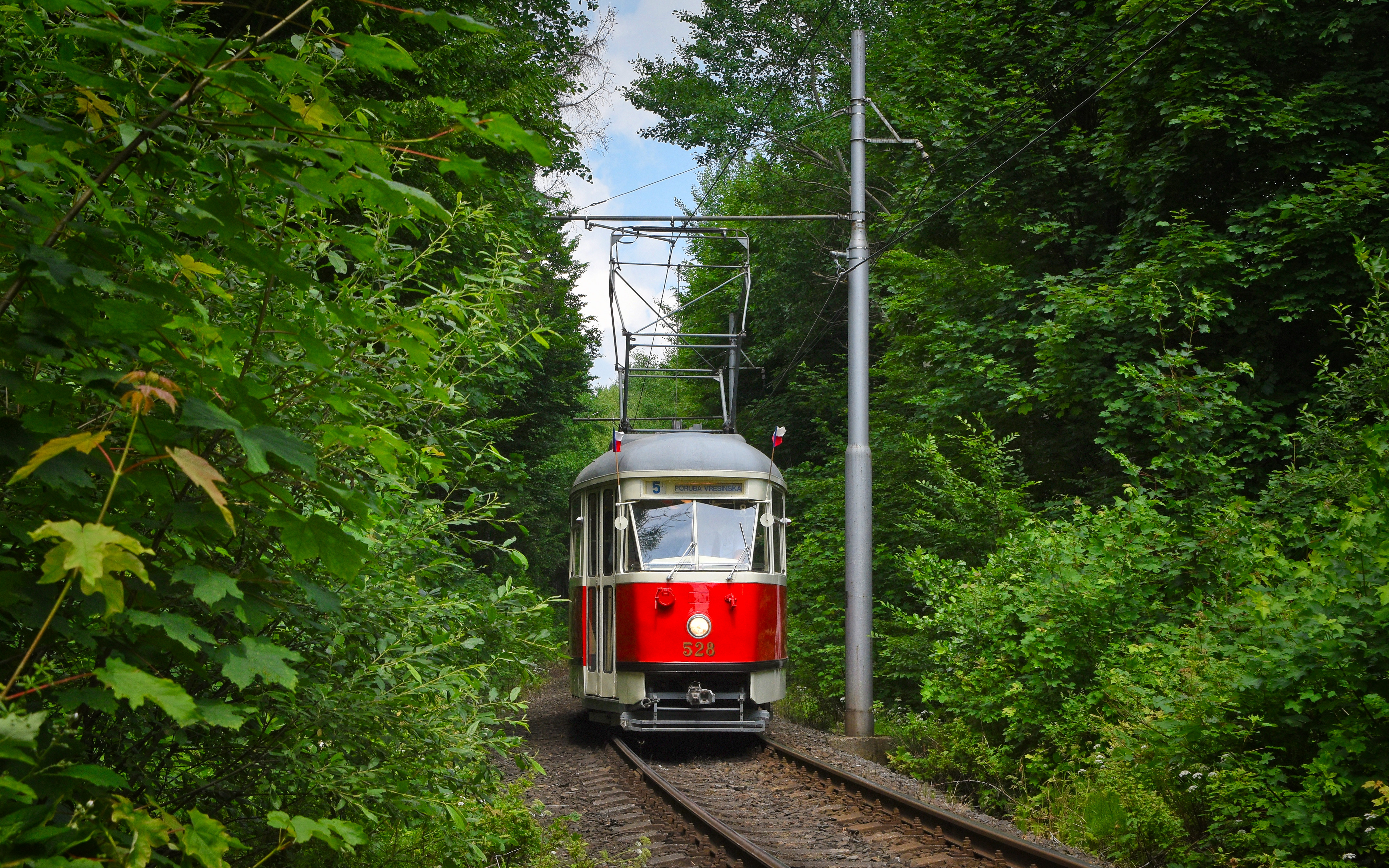
Ostravská historická tramvaj Tatra T1

Údaje o zachovaných vozech (celkem 26 ks kolejových vozidel) jsou uvedeny v následující podobě:
- evidenční číslo vozu, typ vozu, výrobce mechanické části/výrobce elektrické výzbroje, rok výroby. Provozní data a jiné poznámky.

- G5 9, uzavřený nákladní vůz, vagónka Kopřivnice, 1910. Úzkorozchodný nákladní vůz původně patřil společnosti Místní dráha Ostrava – Karviná (MDOK). Ve 20. letech 20. století přeznačen na č. 305, nákladní doprava MDOK ukončena 1933. Poté sloužil jako služební, po roce 1956 administrativně přečíslován na č. 4024. Vyřazen 1961, vozová skříň poté využívána jako sklad a následně jako přístřešek pro domácí zvířectvo. 2005 získán zpět DPO, dosud nerenovován (pouze vozová skříň, pojezd neexistuje).
- podvozek úzkorozchodného motorového vozu č. 14, vagónka Kopřivnice/SSW, 1914. Motorový vůz č. 14 byl původně majetkem Slezských zemských drah, které jej od roku 1915 provozovaly na své síti úzkorozchodných drah v okolí Ostravy. V roce 1949 jej převzaly, stejně jako celou úzkorozchodnou síť, Dopravní podniky města Ostravy, vůz byl roku 1956 přečíslován na č. 414. Vyřazen byl v roce 1973 a byl původně určen pro Technické muzeum v Brně (TMB). Při přesunu na renovaci byla ale těžce poškozena vozová skříň, která byla roku 1976 zrušena. Oba podvozky byly zachovány a předány TMB. Roku 2002 byl jeden z nich získán zpět do Ostravy.
- 24, služební motorový vůz, vagónka Kopřivnice/BBC Baden, 1919. Jako osobní vůz využíván v pravidelném provozu mezi lety 1919 a 1965. 1965 rekonstruován na montážní vůz trolejového vedení. Renovován v roce 2001 a dosud příležitostně využíván při opravách trakčního vedení.
- 25, motorový vůz, vagónka Kopřivnice/BBC Baden, 1919. V provozu 1919–1972, poté sloužil jako služební vůz (do roku 1979). Renovace 1979 a 2001.
- 69, vlečný vůz, vlastní stavba (Společnost moravských místní drah), 1921. Pojezd z vlečného vozu parní tramvaje, vyroben 1894 ve vagónce Graz. Nová vozová skříň z roku 1921. V provozu 1921 až 1961, od roku 1947 jako ev. č. 169. 1961 skříň odprodána a pojezd sešrotován. Skříň nalezena 1981 jako vrak, renovace proběhla 1999–2001 v Ústředních dílnách Martinov, KOS Krnov a ve firmě Drah-servis. Pojezd vyroben nově.
- 21, motorový vůz „Barborka“, vlastní stavba (Společnost moravských místní drah)/OeUEG Wien, 1922. V osobním provozu 1922 až 1964, poté přestavěn na dětskou tramvaj s modrým nátěrem, která byla pojmenována „Barborka“. Takto využíván od 1965, po sametové revoluci slouží především k prezentačním jízdám. Mezi lety 1988 a 2001 administrativně označen číslem 8021. Rekonstruován v letech 2000 a 2001.
- 8002, služební motorový vůz, Elbertzhagen a Glassner (spodek) a vlastní stavba (skříň; Společnost moravských místní drah)/BBC Wien, 1925. V osobním provozu 1925–1968 jako ev. č. 2. Poté rekonstruován na služební k rotačnímu odmetači sněhu. V roce 1988 přečíslován na ev. č. 8002. Na přelomu 20. a 21. století převeden mezi historická vozidla. Nadále je v záloze (společně s odmetačem sněhu ev. č. 8602).
- 31, motorový vůz, Královopolská/BBC Drásov, 1927. Provozován od 1927 do 1968, v roce 1946 nová vozová skříň. Od 1968 jako služební vůz, 1988 přečíslován na ev. č. 8031. Vyřazen 1997, plánovaná renovace do stavu osobního vozu.
- 35, motorový vůz, Machold a Navrátil (spodek) a vlastní stavba (skříň; Společnost moravských místní drah)/BBC Drásov, 1932. V osobním provozu od 1932 do 1965, poté využíván jako služební, 1988 přečíslován na ev. č. 8035. Vyřazen 2001, plánovaná renovace do stavu osobního vozu.
- 50, motorový vůz, Královopolská/MEZ Drásov-ČKD, 1948. V osobním provozu od 1948 do 1982, poté využíván jako služební. Historický vůz od 1987, renovován 1991.
- 502, sněhový šípový pluh, Zemské dráhy, 1948. Úzkorozchodný pluh vyroben Zemskými drahami, v 60. letech ale byla sněhová radlice nově přimontována na podvozek vyřazeného vlečného vozu. Vyřazen 1973, předán TMB. Roku 2002 získán zpět DPO.
- 94, motorový vůz, Vítkovické železárny/ČKD, 1949. Vyroben pro Vítkovickou závodní dráhu, zde s ev. č. 12 jezdil mezi lety 1949 a 1953, kdy byla VZD začleněna do Dopravního podniku města Ostravy. V roce 1957 přečíslován na ev. č. 94, 1975 přeřazen mezi služební vozy, od 1988 jako ev. č. 8094. Od 1989 historický vůz, postupná renovace proběhla 1990–1993.
- 106, nákladní motorový vůz, Akmos-Ostroj a vlastní stavba (Oblastní dopravní komunální podnik JNV v Ostravě)/MEZ Drásov, 1951. V pravidelném nákladním provozu 1952 až 1972, poté služební vůz vrchní stavby, od 1995 posunovací vůz v Ústředních dílnách Martinov. Nadále využíván DPO jako služební, zároveň je prezentován jako historický vůz.
- 218, vlečný vůz, Královopolská, 1951. Provozován od 1951 do 1982. Poté do roku 1991 sklad ve vozovně Moravská Ostrava. Renovace probíhá od roku 1993. Poprvé představen v roce 2014 na oslavách 120 let MHD v Ostravě.
- 219, vlečný vůz, Královopolská, 1951. V provozu 1951 až 1986, 22. února 1986 byl nasazen v poslední soupravě dvounápravových tramvají v Československu, která jezdila v pravidelném provozu. Historický vůz od 1986, renovovaný.
- 269, vlečný vůz, Vítkovické železárny, 1953. Vyroben pro Vítkovickou závodní dráhu, která byla v roce 1953 začleněna do ostravského dopravního podniku. V provozu s číslem 119 od roku 1954, 1957 přečíslován na ev. č. 269, vyřazen 1976. Po opravě předán Technickému muzeu v Brně (TMB), které později získalo starší vůz stejného typu (ev. č. 104 z roku 1931). Vůz ev. č. 269 předán 1987 zpět do Ostravy, zde proběhla mezi lety 1989 a 1993 kompletní renovace.
- bez čísla, pomocný vozík, vlastní stavba (Dopravní podniky města Ostravy), 1956. Dvounápravový pomocný vozík pro přepravu jízdy neschopných tramvají. Vyřazen v roce 2000 a přeřazen mezi historická vozidla. Nadále však slouží jako záloha pro historické tramvaje.
- 528, Tatra T1, Tatra Smíchov/ČKD Trakce, 1957. V provozu od 1957 do 1986, poté renovován ve vozovně Poruba.
- 681, Tatra T2, Tatra Smíchov/ČKD Trakce, 1961. V provozu 1961 až 1998, renovace v roce 2000.
- 8602, rotační odmetač sněhu RSP-1, ČSD (podvozek) a vlastní stavba (kompletace; Dopravní podnik města Ostravy), 1964. V provozu od 1964 s číslem 2. V roce 1988 přečíslován na ev. č. 8602, na přelomu 20. a 21. století převeden mezi historická vozidla. Nadále je v záloze (společně s motorovým vozem ev. č. 8002).
- 802, Tatra K2R.P, ČKD Tatra Smíchov, 1966. Vůz byl provozován od roku 1967 do listopadu 2018, kdy byl spolu s druhým zbylým provozním vozem (č. 803) vyřazen z běžného provozu v souvislosti s dodávkami tramvají Stadler Tango NF2. Vůz č. 803 byl zachován jako historický a měl projít rekonstrukcí do stavu po modernizaci, vůz č. 802 byl v lednu 2019 převeden na služební vozidlo a přečíslován na 8210, výhledově byl určen pro komerční účely (např. pojízdná kavárna/bar). V roce 2023 bylo rozhodnuto, že kvůli horšímu technickému stavu bude vůz č. 803 zrušen. V historické sbírce ho nahradil vůz č. 802, jenž byl následně roku 2024 renovován do podoby z roku 2004 (po modernizaci na typ K2R.P).[5]
- 752, Tatra T3, ČKD Tatra Smíchov, 1970. Tato tramvaj byla do Ostravy dodána na jaře 1970 a v běžném provozu jezdila až do první poloviny roku 2009. Během této doby byl vůz mnohokrát opravován a upravován, cílem renovace je stav vozidla před rokem 1979 s pokladnou průvodčího.
- 8201, Tatra T3, ČKD Tatra Smíchov, 1974. Tato tramvaj byla do Ostravy dodána v roce 1974 a v běžném provozu jezdila až do roku 1987. Poté byla upravena na vůz podnikové autoškoly. V roce 2019 převedena mezi sbírku muzejních vozů.
- 987, Tatra T3SUCS, ČKD Tatra Smíchov, 1987. Tato tramvaj byla do Ostravy dodána v roce 1988 a v běžném provozu jezdila až do roku 2022. Modernizován interiér i vnějšek vozů včetně dosazení elektronických panelů BUSE a čalouněných sedadel. V roce 2022 převedena do sbírky muzejních vozů.
- 301, VV60LF, Pragoimex, 2004. Vlečný vůz byl vyroben a dodán do Ostravy v roce 2004. Má výklopné dveře a okna vsazená do gumových profilů. V provozu dojezdil v roce 2022, od roku 2023 převeden mezi muzejní vozy.
- 1111, Tatra T6A5, ČKD Dopravní systémy, 1995. Tato tramvaj byla do Ostravy dodána v roce 1995 a v běžném provozu jezdila až do roku 2022. Vůz je vybaven elektronickými panely BUSE a čalouněnými sedadly Air Čenkov. V roce 2023 převeden mezi muzejní vozy.

### Silniční vozidla
Údaje o zachovaných vozech (celkem 23 ks silničních vozidel) jsou uvedeny v následující podobě:
- typ vozu, evidenční číslo, rok výroby. Provozní data a jiné poznámky.

#### Trolejbusy

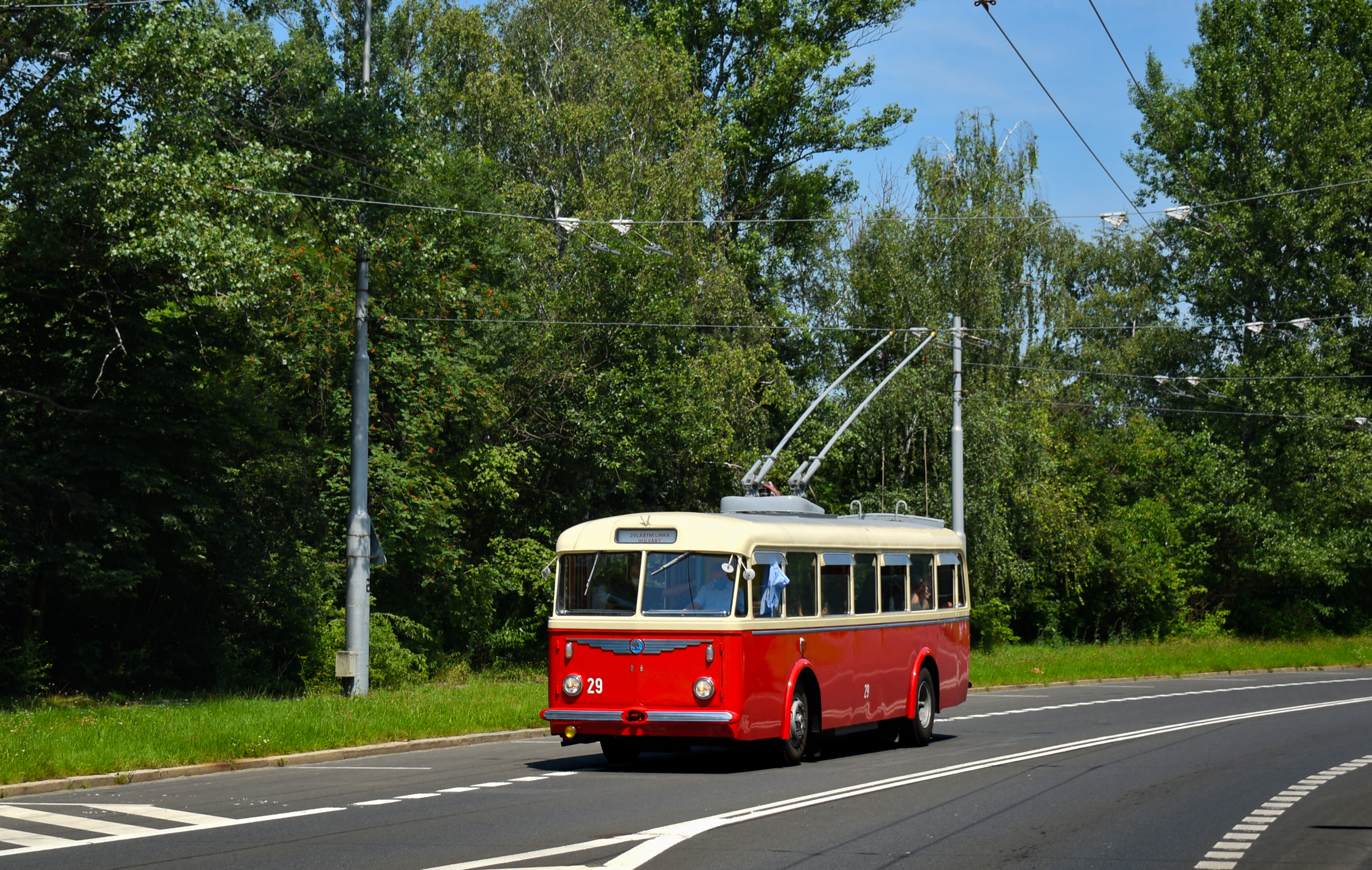
Trolejbus Škoda 8Tr

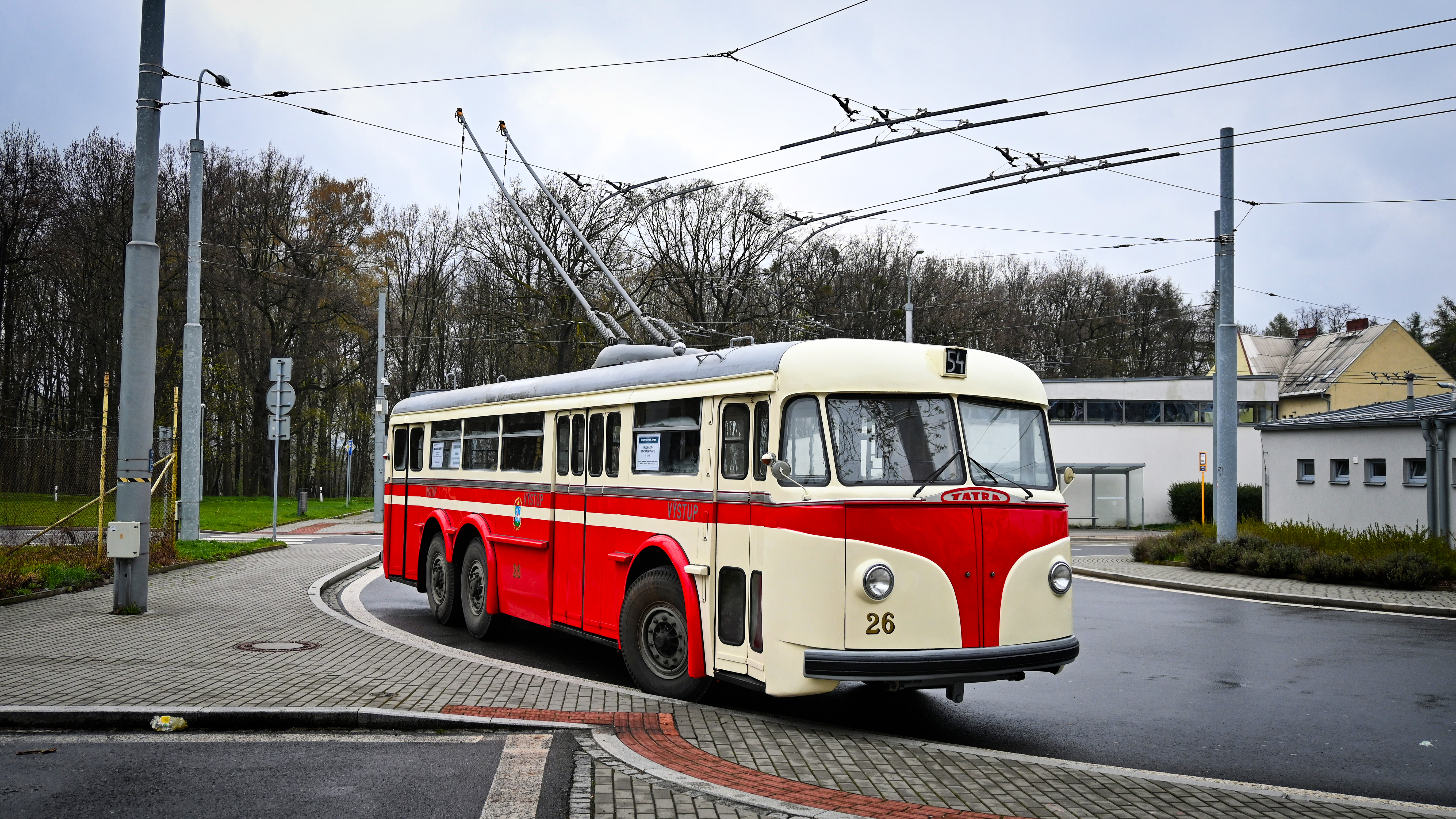
Trolejbus Tatra T400

- Tatra 400, ev. č. 26, 1954. Původně v provozu v Praze jako ev. č. 441 mezi lety 1954 a 1967, 1963 přečíslován na ev. č. 9441. Poté zahradní chatka, objeven 2002, odprodán 2003 DPO. Zde v letech 2007 až 2009 renovován do ostravského stavu s ev. č. 26 a využitím částí podvozku původního trolejbusu T 400 ev. č. 26.[6][7][8][9]
- Škoda 8Tr, ev. č. 29, 1958. Dodán do Zlína, kde jezdil v letech 1958 až 1974 s evidenčním číslem 32. Poté dílna a sklad na pozemku soukromého majitele. DPO jej odkoupil a v letech 1996–1998 renovoval do ostravského stavu s evidenčním číslem 29. Původní ostravský vůz Škoda 8Tr ev. č. 29 měl být zachován jako historické vozidlo, k tomu ale nedošlo.
- Škoda 9Tr, ev. č. 82, 1977. Provozován v Ostravě v letech 1977 až 1988, od roku 1979 nesl ev. č. 3082. V roce 1988 přeřazen mezi cvičné vozy (ev. č. 8032), 1990 vyřazen a využíván jako historický vůz, později renovován do původního stavu.
- Škoda 14Tr, ev. č. 3229, 1985. V provozu od 1985 (do roku 1987 s původním číslem 3129) do 2006, kdy byl vyřazen a zachován jako historický vůz.[10]
- Škoda 15Tr, ev. č. 3510, 1990. V provozu mezi lety 1990 a 2018, poté převeden mezi historické vozy.
- Škoda 17Tr, ev. č. 3902, 1990. Druhý prototyp, nebyl zprovozněn. V roce 1992 upraven na typ Tatra Tr831 zastavěním elektrické výzbroje ČKD TV 10, 1993 až 1995 zkušební provoz bez cestujících v Hradci Králové a Brně. Po demontáži elektrické výzbroje odkoupen v roce 1996 DPO. 1997 rekonstruován, nainstalována elektrická výzbroj z trolejbusu Škoda 14Tr. V běžném osobní provozu mezi lety 1998 a 2006, kdy byl přeřazen mezi historická vozidla.
- Škoda 21Tr, ev. č. 3315, 2002. Nízkopodlažní trolejbus vyrobený a dodaný v roce 2002 do Ostravy. Vybaven plošinou pro vozíčkáře. V provozu do května 2023. Poté převeden mezi historické vozy.

#### Autobusy

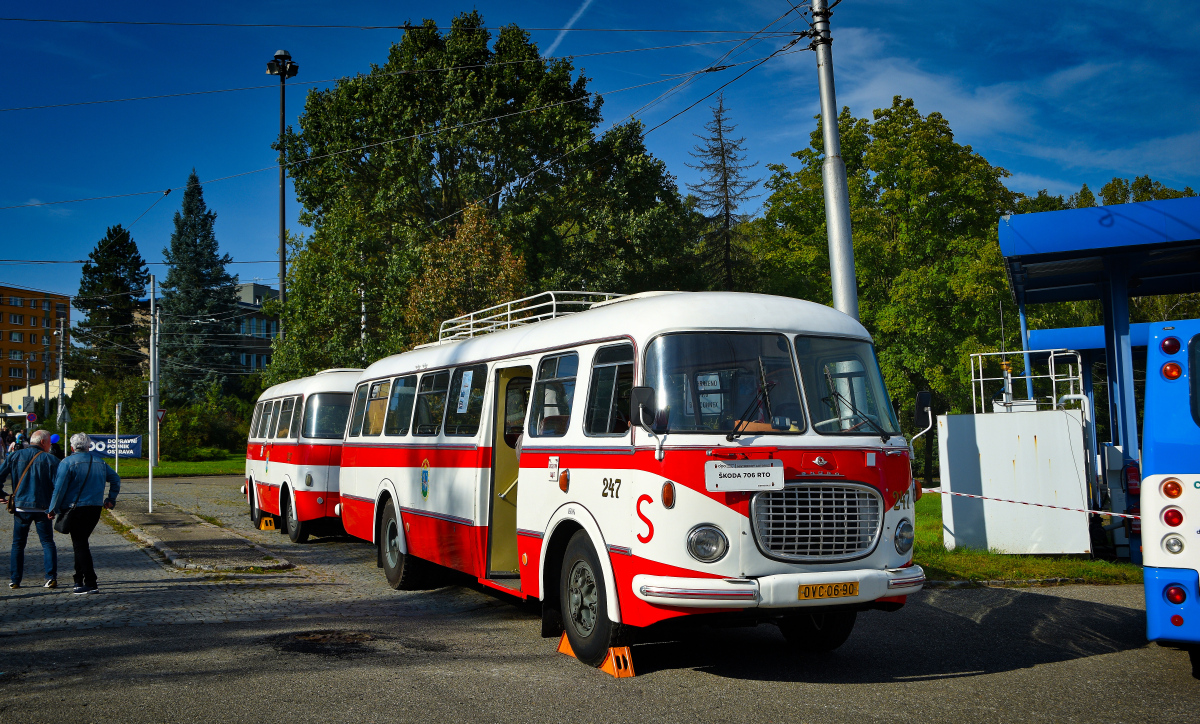
Ostravská souprava autobusu Škoda 706 RTO a přívěsu Jelcz PO-1E

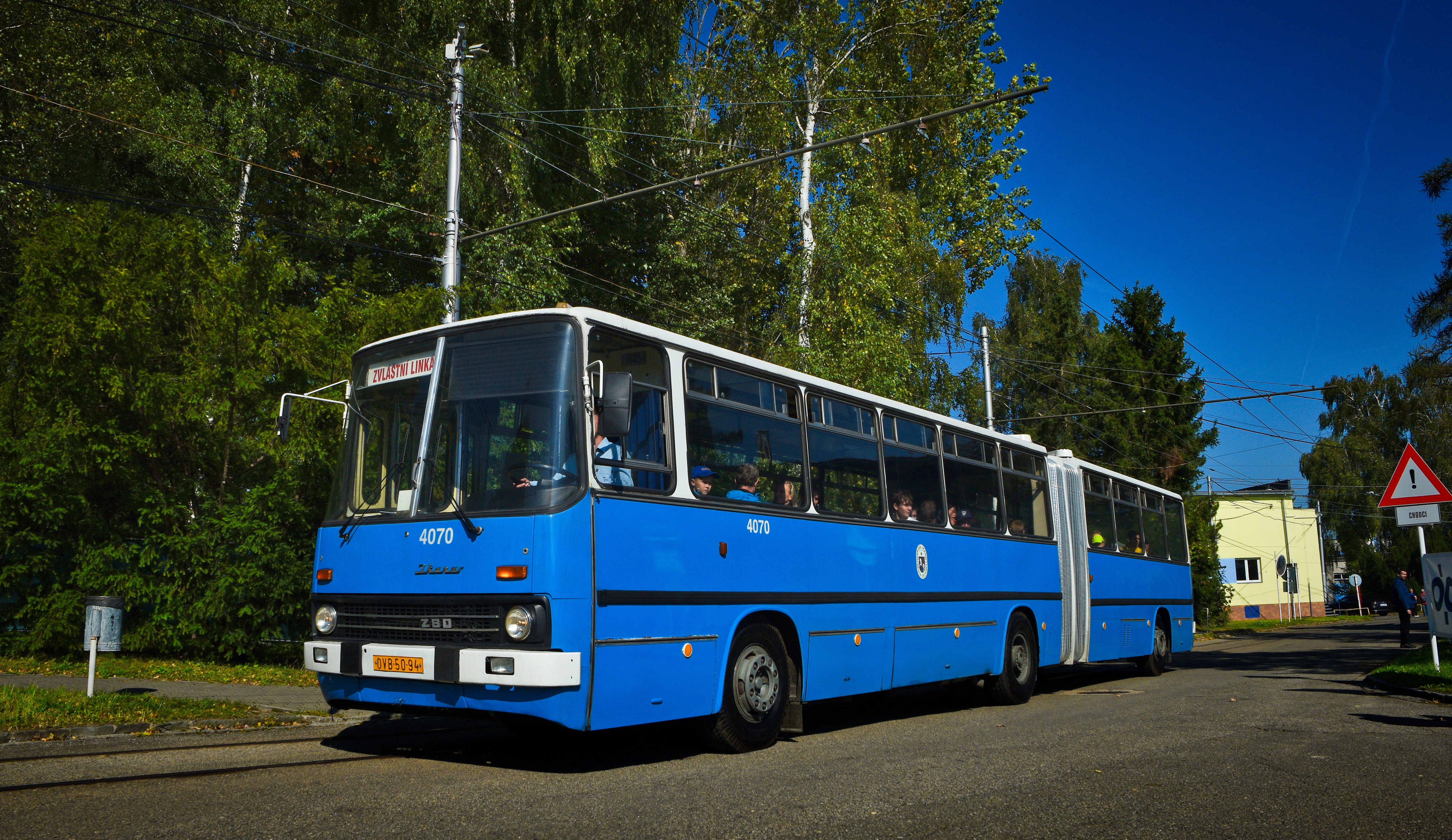
Ikarus 280.10

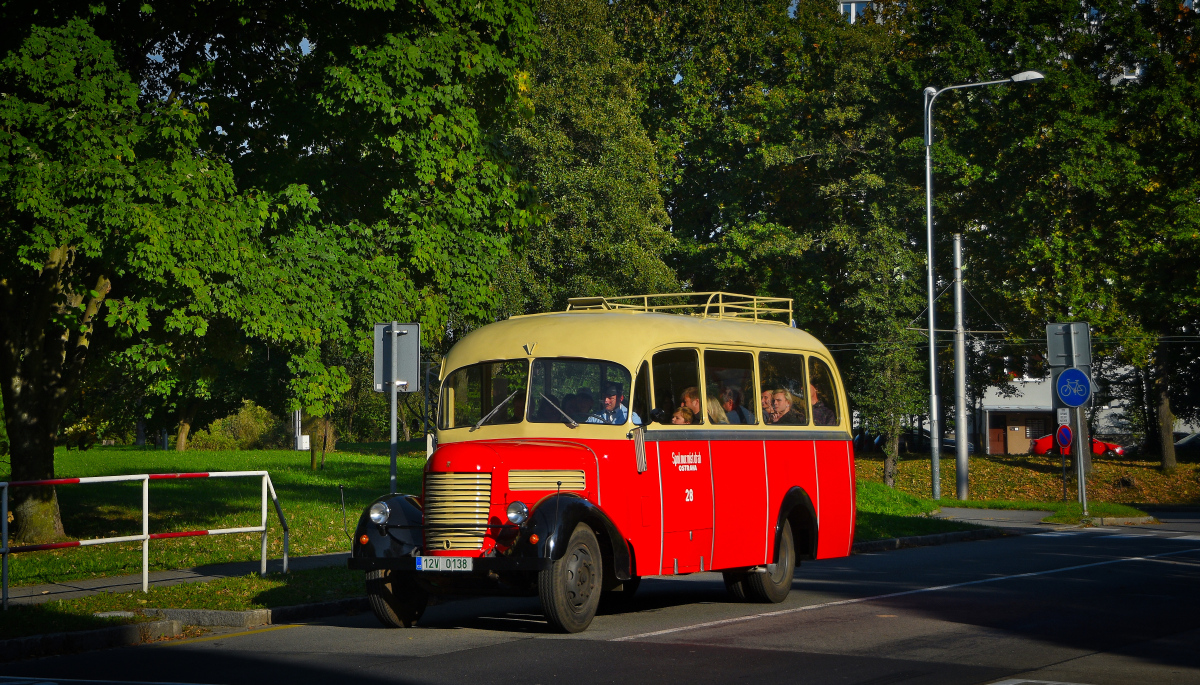
Praga RND z roku 1948

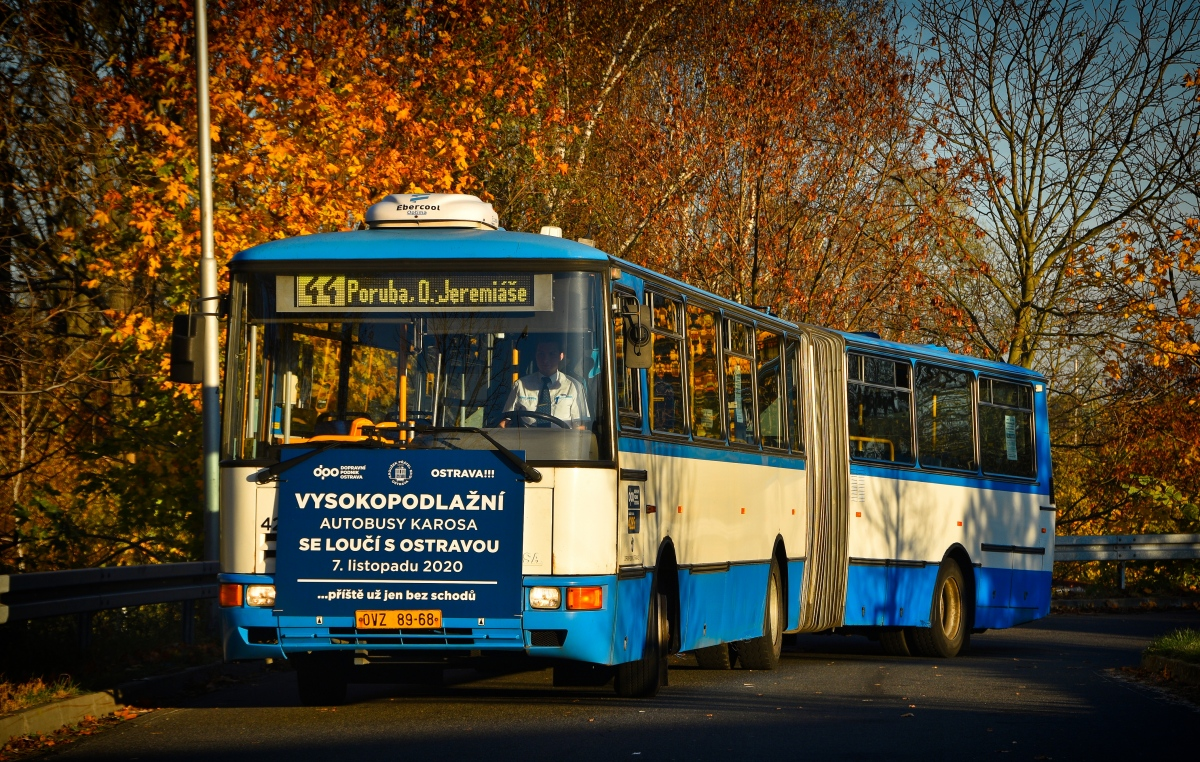
Karosa B941E.1962 z roku 2000

- Praga RND, ev. č. 28, 1948. Zakoupen od soukromého dopravce v prosinci 2014.
- Škoda 706 RO, ev. č. 90, 1953. Získán v podobě stěhovacího vozu v roce 2011. V roce 2023 zahájena jeho renovace do exportní varianty s 2 dveřmi a kasou pro průvodčího.
- Škoda 706 RTO, ev. č. 247, 1966. Linková verze autobusu, v provozu od 1966, 1979 přečíslován na ev. č. 5247. 1984 přeřazen mezi služební vozy (ev. č. D212, od roku 1988 ev. č. 9212). 1993 a 1994 renovován do původního stavu.
- Karosa ŠM 11, ev. č. 5842, 1981. V běžném provozu 1981–1990, poté odstaven. Renovován 1994.
- Karosa B 731, ev. č. 6160, 1986. Provozován mezi lety 1986 a 1998. Historický vůz od roku 2000.
- Ikarus 280.10, ev. č. 4070, 1988. Kloubový autobus v linkové, dvoudveřové verzi. V pravidelném provozu 1988 až 1999, poté přeřazen mezi historická vozidla.
- Renault Citybus 12M, ev. č. 7008, 1998. Nízkopodlažní autobus, v provozu 1998–2014, poté přeřazen mezi historická vozidla.
- Solaris Urbino 15, ev. č. 7601, 2000. Nízkopodlažní autobus, v provozu 2000-2013. V roce 2015 převeden mezi historická vozidla.
- Karosa B 941E.1962, ev. č. 4285, 2000. Vysokopodlažní kloubový autobus, v provozu 2000-2020, poté přeřazen mezi historická vozidla.
- Karosa B 952E.1718, ev. č. 6563, 2006. Vysokopodlažní autobus, v provozu 2006-2019, poté přeřazen mezi historická vozidla.
- Mave CiBus ENA, ev. č. 7302, 2008. Nízkopodlažní minibus, v provozu 2008-2021, poté přeřazen mezi historická vozidla.
- SOR EBN 10,5, ev. č. 5001, 2010. Nízkopodlažní elektrobus, v provozu 2010-2021, poté přeřazen mezi historická vozidla.

#### Autobusové přívěsy
- Karosa B 40, ev. č. 141, 1958. Vůz získán jako vrak v roce 2002, poté renovován do ostravského stavu s ev. č. 141, které nesl mezi lety 1961 a 1972 původní přívěs Karosa B 40.
- Jelcz PO-1E, ev. č. 1227, 1974. Rovněž i druhý historický přívěs nebyl v Ostravě v běžném provozu. Získán od ČSAD Olomouc v roce 1994, poté renovován do ostravského stavu s číslem 1227, které navazuje na původní ostravské vleky Jelcz PO-1E ev. č. 1155–1226.

#### Ostatní vozidla
- Škoda 706 RTH, ev. č. 9237, 1981. Montážní vůz trolejového vedení s vysokozdvižnou plošinou. Vyřazen v roce 2005, od té doby historické vozidlo.
- Praga V3S, ev. č. 9266, 1988. Havarijní vůz. Vyřazen v roce 2019, od té doby historické vozidlo.
- Tatra 815, ev. č. 9239, 1992. Montážní vůz trolejového vedení s vysokozdvižnou plošinou. Vyřazen v roce 2009, od té doby historické vozidlo.

## Další vozidla

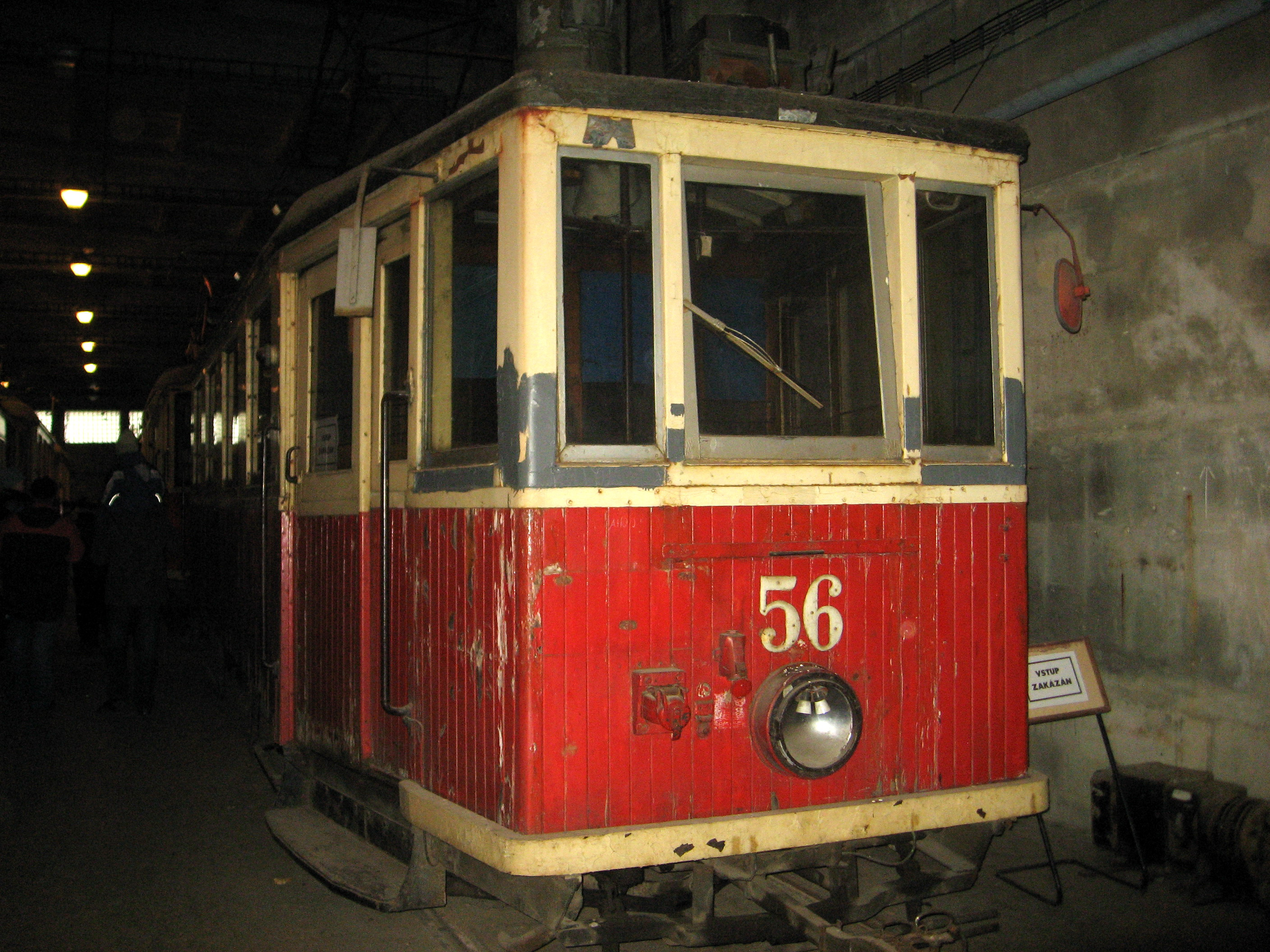
Ostravská tramvaj ev. č. 56 v depozitáři Technického muzea v Brně

Mezi lety 2005 a 2008 byl ve sbírce historických vozidel MHD zařazen i kloubový tramvajový vůz Tatra K2, jeden z 10 svého typu, které byly do Ostravy dodány. Vůz ev. č. 804 z roku 1967 nebyl jako jediný modernizován a počítalo se s ním k zachování v původním stavu. Kvůli nedostatku místa a velkému finančnímu obnosu na případnou opravu byl vůz na konci roku 2008 definitivně vyřazen, přičemž zájem o něj projevil dopravní podnik z Moskvy.
Mezi lety 2013 a 2016 byl jako historický veden i vůz T2R č. 685 z roku 1961, který od roku 1998 sloužil jako služební. V roce 2016 byl prodán DPMB jako zdroj náhradních dílů a některých součástí pro renovovanou historickou brněnskou tramvaj T2.
V 70. a 80. letech 20. století ostravský dopravní podnik opravil a předal množství zachovaných tramvají (a jeden trolejbus Tatra T 400) Technickému muzeu v Brně. Kromě klasických městských tramvají (včetně parní tramvajové lokomotivy „Witkowitz“) to také byla úzkorozchodná vozidla z unikátní sítě příměstských drah v okolí Ostravy, Bohumína a Karviné.